# 1925 en chimie
Cet article présente les faits marquants de l'année 1925 en chimie.

## Évènements

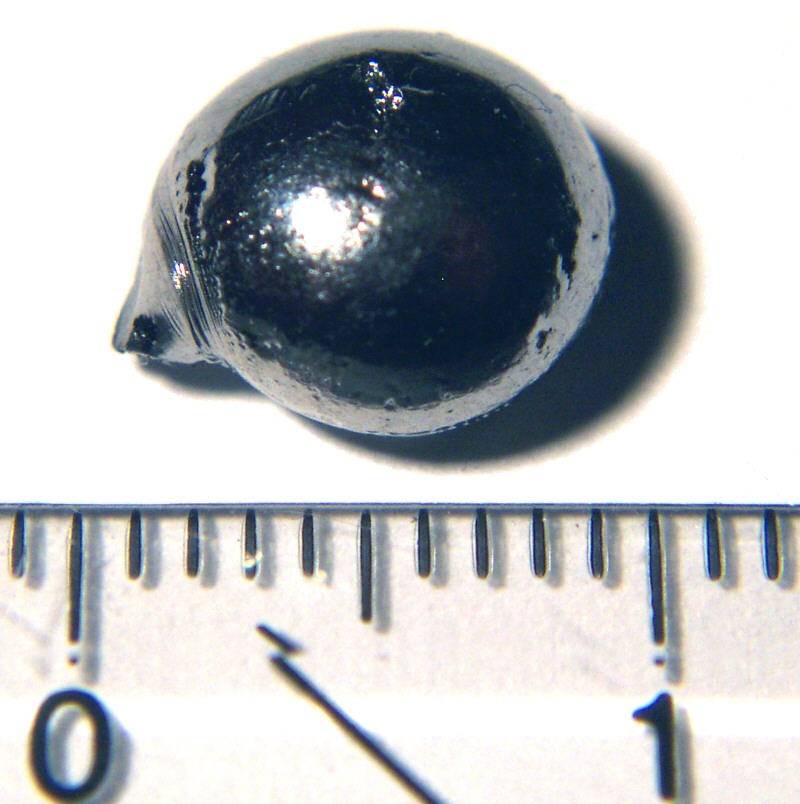
Bille de 3,33g de rhénium à 99,99%, fondue à l'arc, échelle en cm.

- 16 janvier : Wolfgang Pauli développe le principe d'exclusion, qui énonce que deux électrons d'un atome ne peuvent se trouver dans le même état quantique, décrit par quatre nombres quantiques[1],[2].
- Mai : les chimistes allemands Walter Noddack, Ida Tacke et Otto Berg isolent le rhénium, le dernier élément stable à avoir été découvert[3].
- 22 juillet : les chimistes allemands Franz Fischer et Hans Tropsch obtiennent un brevet pour un procédé de gazéification des composés organiques[4].
- Rhénium découvert par Walter Noddack et Ida Tacke[5],[6].
- Le chimiste organique japonais Shoyo Sakaguchi décrit le test de Sakaguchi[7], un test chimique de détection d'arginine dans les protéines.

## Prix
- Prix Nobel de chimie : Richard Adolf Zsigmondy pour sa démonstration de la nature hétérogène des solutions colloïdales et pour les méthodes qu'il a utilisées, lesquelles sont devenues d'un intérêt fondamental dans la chimie colloïdale moderne[8],[9].
- Médaille Davy : James Irvine pour ses travaux sur la constitution des sucres[10],[11].
- Médaille William-H.-Nichols : E. C. Franklin[12]

## Naissances
- 4 mars : Jean Néel, physico-chimiste français.
- 11 mars : Margaret Oakley Dayhoff (morte en 1983), bioinformaticienne et chimiste américaine.
- 16 mars : Luis Miramontes (mort en 2004), chimiste mexicain.
- 7 mai : Lauri Vaska (en) (mort en 2015), chimiste organicien estonien.
- 17 juin : Alexander Shulgin, pharmacologue et chimiste américain.
- 23 juin[13] : Oliver Smithies (mort en 2017), biochimiste américano-britannique et prix Nobel de physiologie ou médecine en 2007[14].
- 5 août : Albert Eschenmoser (mort en 2023), chimiste suisse.
- 24 octobre : William Arthur Smeaton (mort en 2001), chimiste et auteur anglais.
- 31 octobre : John Pople (mort en 2004), chimiste anglais, prix Nobel de chimie en 1998.
- 1er décembre : Martin Rodbell (mort en 1998), biochimiste américain, prix Nobel de physiologie ou médecine en 1994.

## Décès
- 7 février :
  - Carl Engler (né en 1842), chimiste et professeur allemand.
  - William Hillebrand (né en 1853), chimiste allemand.

- 25 avril : Ernst Büchner (né en 1850), chimiste, industriel et inventeur de l'entonnoir Büchner.

- 1er mai : Albin Haller (né en 1849), chimiste français.